# 一花无柱兰
一花无柱兰（学名：Amitostigma monanthum）为兰科无柱兰属的植物，为中国的特有植物。分布于中国大陆的陕西、四川、甘肃、西藏、云南等地，生长于海拔2,800米至4,000米的地区，常生于山谷溪边覆有土的岩石上以及高山潮湿草地中，目前尚未由人工引种栽培。

## 别名
单花无柱兰（秦岭植物志、中国高等植物图鉴）

## 变种
- Amitostigma monanthum (Finet) Schltr. var. forrestii (Schltr.) Tang et Wang